# Fryksdals tingslag (före 1745)
Fryksdals tingslag var ett tingslag i Värmlands län i Östersysslets domsaga. Tingsplats var Sunne.
Tingslaget bildades 1680 och delades 1745 i Fryksdals nedre tingslag och Fryksdals övre tingslag. Det motsvarade Fryksdals härad.

## Omfattning

### Socknarna i häraderna
- Fryksdals härad